# Sidi Mokhfi
Sidi Mokhfi (àrab سيدي المخفي) és una comuna rural de la província de Taounate de la regió de Fes-Meknès, al Marroc. Segons el cens de 2014 tenia una població total de 8.705 persones.